# 橙色運動 (波蘭)

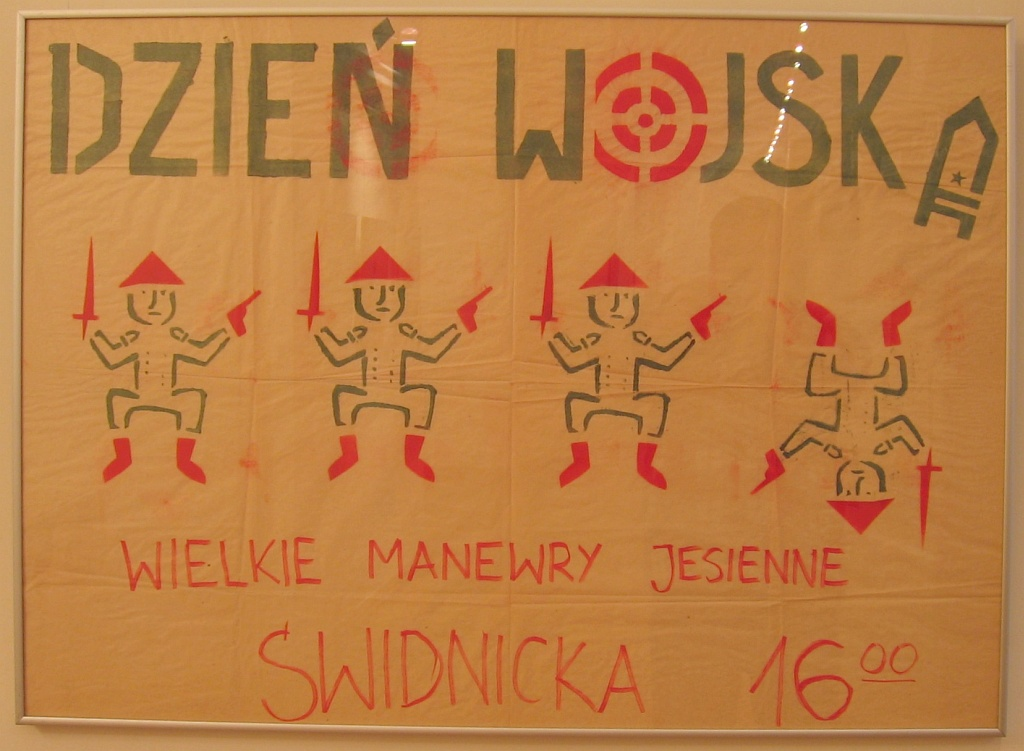
海报

橙色运动，又名橙色替代（波蘭語：Pomarańczowa Alternatywa），是一场具有达达主义色彩的波兰的地下反共运动。由弗罗茨瓦夫的瓦尔德马尔·费德里奇发起。
运动初期的手段是在警察涂掉反政府口号上再在警察的涂料上画上橙色小矮人。后期则演变为带着矮人帽的示威游行。
其主要目的是通过一种幽默的非暴力手段表达对当局的不满和讽刺。为大众提供一种较为温和的反抗方式。
如果当局试图抓捕橙色运动的成员，那么他们会沦为笑柄。正如费德里奇少校所说:“当警察质问你为什么要参加这场矮人聚会时，你能不能严肃对待他。”

## 发起(1980-1989)

### 1980年弗罗茨瓦夫的新文化运动
1980年1月在弗罗兹瓦夫大学的一群大学生发起了新文化运动，其成员主要由无政府主义者和平主义者及新左翼构成。其内核借鉴于欧美的嬉皮士和反文化运动。瓦尔德马尔·费德里奇担任运动领袖，他将自己戏称为弗罗茨瓦夫堡垒（Festung Breslau）指挥官。不久他发表了社会主义超现实主义宣言，为运动提供理论指导。。根据罢工委员会的说法，社会主义超现实主义宣言“反映了罢工的更高目标”。
“Pomarańczowa Alternatywa”一词出自1981年9月至12月弗罗茨瓦夫大学哲学与历史学院哲学大楼的占领期间出版的杂志的一则标题。
橙色运动组织第一个行动是在波兰最大城市的墙壁上画小矮人。根据费德里奇的说法，1982年8月30日至31日晚上，他与同事威斯瓦夫·库帕瓦在弗罗茨瓦夫比斯库平区的一个街区和变压器的墙上画小矮人。Sępolno区；库帕瓦二天早上在Sępolno的一个电话亭上画了第三幅。涂鸦出现在警察为掩盖反共标语而留下的油漆污渍上，引起了居民们的诸多猜测。小矮人的形象从此成为橙色运动的象征。

### 街头运动时期（1986-1989）
在80年代后期，橙色运动吸引了更多的人们加入，事实上大部分人并不能完全接受团结工会严肃的政治氛围，因此人们需一种更轻松的方式来抗争。
《乡村之声》发表的橙色运动成员在弗罗茨瓦夫露天剧场举行的节日期间免费分发卫生纸的公告是一个转折点，该运动逐渐为全国所知。也因此获得了团结工会的关注。